# Corner de 1905 sur le sucre égyptien
Le corner de 1905 sur le sucre égyptien, ou manipulation du marché du sucre organisée dans le but d'amener des vendeurs à liquider leurs positions en catastrophe et à n'importe quel prix, est organisé au début du XXe siècle et signé en 1903 par deux puissants industriels parisiens, pour profiter de leurs investissements dans de nouvelles raffineries de sucre en Égypte et de la diminution de la production de betteraves en Allemagne et en Autriche-Hongrie, dans le sillage d'un accord européen pour réduire les subventions à l'exportation de sucre de betterave. 
Cet accord entraîne l'année suivante une diminution d'un cinquième de la production de betteraves, aggravée par les effets d'une sécheresse. Mais en 1905, la récolte européenne se révèle bien meilleure que prévu et dès le mois de juillet, les cours du sucre chutent, causant l'énorme faillite du groupe industriel français Say. Le corner, qui s'est étendu sur deux années, 1904 et 1905, a causé des dégâts énormes. Il ébranla et fit même tomber un certain nombre de maisons commerciales et industrielles, ruinées par l'ampleur des variations de cours du sucre en peu de temps

## Histoire
Dès le dernier quart du XIXe siècle, plusieurs investissements dans le sucre préfigurent l'évolution du début du siècle suivant. Les sucriers prennent l'habitude de spéculer, en Bourse et sur les matières premières, à l'image de Gustave Lebaudy (1827-1889), fondateur des raffineries de sucre portant son nom et député français, qui gagna environ 31 millions de francs en 1882 dans le krach de l'Union générale. D'où la formation par eux d'un « syndicat » d'industriels, destiné à équilibrer les cours à la Bourse des valeurs. 
Dès 1879, la Société générale est sollicitée pour financer des projets sucriers en Égypte : percer le canal Ibraimi, à un coût de 12 millions de francs, et reprendre le domaine de la Daïra-Sanieh, ancien domaine privé de la famille de Méhémet Ali, considéré comme le fondateur de l'Égypte moderne. 
Jules Jaluzot, richissime patron fondateur du Printemps, à la tête de plusieurs organes de presse nationaux et locaux parmi lesquels La Presse et La Patrie va s'enticher de cette spéculation. En 1882, il a racheté une sucrerie à Origny-Sainte-Benoîte, dans l’Aisne, où il crée la Société agricole d’exploitation des Ets Jaluzot et Cie au capital de près de 9 millions de francs. 
En 1891, lorsque Daïra-Sanieh distribua des terres du domaine privé de l'État égyptien, la société Say s'associe à une firme égyptienne, Suares Frères et Compagnie, pour acheter à Minya un de ses domaines, de 18 000 feddans (environ 7 500 hectares) et ouvrir une raffinerie à Shayk Fadl. Puis ils en rachètent une autre à Hawamdya l'année suivante. Cette entrée de la société Say en Égypte résulte d'une double rivalité : entre sucriers français, autrichiens et allemands d'une part, et entre parisiens et marseillais d'autre part. Les Allemands et Autrichiens s'intéressent en effet au sucre égyptien, acheminé par le port de Trieste. 
En 1895, Henry Say prend la tête de la société, mais il meurt quatre ans plus tard et Ernest Cronier, ingénieur en chef des Ponts-et-Chaussées, redevient président-directeur général. 
En 1897 est créée une nouvelle société au capital de 15 millions de francs, la Daira Sanieh Co, cotée à la Bourse d'Alexandrie, qui reprend progressivement les domaines égyptiens. En 1898, un domaine sucrier lui est vendu pour 6,43 millions de livres égyptiennes par le gouvernement égyptien. Les fortes quantités d'actions de cette société sont négociées à la Bourse d'Alexandrie, provoquant une fièvre de spéculation : la prime sur les actions ordinaires s'élève à 75 %. 
Le ministre des Affaires étrangères français Théophile Delcassé s'étonne que les capitaux français n'aient que le quart de l'affaire et se demande si Ernest Cronier n'agit pas en tant que spéculateur pour son propre compte. Celui-ci assure que le groupe Say s'est engagé à reprendre les actifs en cas de problème. La crise de Fachoda, incident diplomatique sérieux qui oppose la France au Royaume-Uni en 1898, stoppe le projet, qui reprend ensuite, sous l'insistance d'un des associés, le banquier d'affaires britannique Sir Ernest Cassel, associé de la Central London Railway et de la Banque internationale de Paris.
L'appétit pour le marché égyptien concerne aussi des équipementiers du sucre. Le 18 octobre 1900 est fondée la SA des anciennes sucreries de Fives-Lille, au capital de 12,5 millions de francs, qui vend des équipements aux sucriers égyptiens. L'action monte puis baisse, en raison des surcapacités de production qui se dessinent peu à peu, mais qui ne seront perçues que quelques années plus tard. En attendant, le marché spécule sur une pénurie et une hausse des cours. Ernest Cronier, aux premiers rangs de cette spéculation, est poursuivi en 1902 sous ce chef, avec le directeur du Printemps Jules Jaluzot. Quelques mois plus tard, Jules Jaluzot bénéficie d'une ordonnance de non-lieu.
Le 30 mars 1903, un groupe de banquiers, parmi lesquels Ernest Cassel, obtint une concession de l'État égyptien pour la mise en valeur de 12 500 hectares environ, autour du vieux temple de Kom-Ombo. Il leur est accordé en outre un droit d'option sur environ 17 000 autres hectares. L'année suivante, une société anonyme se substitue, pour une durée de 99 ans, aux bénéficiaires de la concession, qui figurent parmi ses membres fondateurs, avec un capital initial de 292 500 livres égyptiennes. Un accord entre la Ouadi Kom-Ombo et la Société des Sucreries d'Égypte amènera, en 1910, l'érection d'une nouvelle sucrerie au milieu du domaine. 
En 1904, la production totale des sucreries d'Égypte est évaluée à 70 000 tonnes de sucre. Les autres usines sont reprises par la Société générale, créancière importante de la société Say. Également en 1904, la SA des anciennes sucreries de Fives-Lille est reprise par Say, par échange d'actions, la valeur de celle de Say allant s'effondrer ensuite aussi. 
En 1905, avec d’autres spéculateurs, Ernest Cronier a provoqué artificiellement une hausse vertigineuse des cours. Il vend et achète plus de sucre en 8 jours qu'on n'en fabrique en 6 mois dans le monde. Il a acheté, à l'insu du conseil d'administration de la Société des raffinerie et sucrerie Say, pour 1,4 million de sacs de sucre raffiné. Mais les consommateurs diminuant leurs achats, la chute du marché du sucre finit par empêcher les spéculateurs d'en profiter.
Introduite en Bourse à 1 000 francs en 1899 (pour un nominal 100 de cent francs), l'action Say ne vaut plus que 70 francs en août 1905, celle de la Raffinerie des sucres d'Égypte ayant encore plus baissé. Le prix du sucre granulé, qui était à Paris de 29 francs les 100 kilos en septembre 1904, fut poussé jusque 45 francs en janvier 1905. Après la baisse des premiers mois de 1905, le krach qui s'ensuit le fait tomber à 26 francs lors du « krach Jaluzot », première secousse sur le marché boursier parisien lors de la liquidation de juillet. 
Le 1er août, on annonce simultanément les suspensions de paiement des maisons de courtage Leprou et Boudreau et Parvillers & Cie, et la défaillance de Jaluzot, autour de laquelle se trame tout d'abord une « conspiration du silence ». On a alors parlé de sucre acheté entre 38 et 42 francs et liquidé à 27 ou 28 francs. La crise sucrière, ouverte par le krach Jaluzot, va gagner en étendue et en profondeur, car Jaluzot a subi une perte énorme, de 10 à 15 millions de francs selon Jacques Fiérain.
Le krach Jaluzot est à peine liquidé, qu'on apprend avec stupeur, le 27 août, le suicide au pistolet d'Ernest Cronier, chez lui, rue de Lisbonne, deux jours après être revenu du Pouliguen. Les transactions sur le sucre sont entièrement suspendues à la Bourse de Commerce de Paris. L'action Say perd 370 francs en une seule journée à la Bourse de Paris. Un juge d'instruction, Ducasse, est nommé. Selon Le Courrier du Soir, 17 des 40 millions de francs de la succession de Henry Say ont été détournés, au préjudice de ses deux fils, et 25 millions de francs détournés des raffineries d'Égypte. Le passif est évalué à 200 millions de francs, selon la presse, dont 60 millions pour la Société générale et 20 millions pour les banques de Hambourg. La Banque de France, appelée au secours, y laisse aussi 20 millions de francs. La semaine précédente, Say avait acheté 35 millions de sacs de sucre de betterave de la récolte non encore ensemée. C'est à la suite de ces difficultés de la société Say et des Sucreries et Raffinerie d'Égypte que la Société générale a augmenté son capital.
Le Journal des fabricants de sucre de l'année 1905 raconte des scènes dignes de César Birotteau, et son affaire de spéculation, roman d'Honoré de Balzac, écrit en 1837, selon l'économiste Philippe Chalmin. 
Au lendemain de la crise de 1905, le milieu des affaires français semble tout à fait décidé à généraliser les caisses de liquidation et suivre l'exemple de la Bourse de commerce du Havre. En septembre 1906, le marché à terme de Paris sur le sucre de betterave décide que les contrats suspendus en juillet 1905 seront réglés sur leur prix d'avant la crise, ce qui ruine aussi les intervenants ayant correctement anticipé la baisse des cours. Jules Jaluzot sera lui accusé d’avoir détourné les fonds du Printemps à son profit personnel et acculé à démissionner de sa fonction de gérant.
La société Say réussira à survivre à ce krach boursier, mais sous une nouvelle direction. Le sauveteur sera le Belge Henri Naus, venu de Java, en Indonésie, installé en Égypte, qui fondera en 1922 la Fédération égyptienne des industries. 
La crise lui a permis d'accéder à la tête d'une entreprise qui deviendra le plus gros employeur de l'Égypte après la Première Guerre mondiale. Son intégration dans la société égyptienne lui a valu l'octroi du titre de Bey. Alors que la production sucrière égyptienne est très cyclique et très dépendante, comme celle du coton, des marchés extérieurs, il a travaillé à l'introduction en Égypte de la culture de nouvelles variétés de canne à sucre. 
L'année 1905 marqua pour l'usine sucrière Say de Chantenay-sur-Loire le début d'une période difficile : jusqu'en 1911, la société Say va perdre beaucoup d'argent. Au même moment, se forme aux États-Unis un énorme trust du raffinage : l'American Sugar Refinery Company, fondé par la famille Havemeyer, à l'abri du « Dingley Bill » de 1897, voté au congrès américain à la demande d'un président américain qui a tenu ses promesses de protectionnisme. Les droits de douane et autres impôts étant augmentés pour les lainages, les draps, les soieries, la porcelaine... mais surtout doublés pour le sucre.